# 滑叶藤
滑叶藤（学名：Clematis fasciculiflora）又名狭叶滑叶藤（为毛茛科铁线莲属下的一个种。

## 外部連接
- 維基物種上的相關：滑叶藤